# Manuel Mantilla
Manuel Mantilla fue un político venezolano. A lo largo de su carrera fue gobernador designado del estado Miranda y ministro en los gobiernos de Rómulo Betancourt, Raúl Leoni y Carlos Andrés Pérez.

## Biografía
Mantilla fue parte del partido Acción Democrática. En septiembre de 1963 fue nombrado ministro de Relaciones Interiores durante el segundo gobierno de Rómulo Betancourt, cargo que ejerció hasta marzo de 1964.
En el gobierno de Raúl Leoni fue secretario del Despacho de la Presidencia, siendo descrito por el periodista Carlos Rangel como «el hombre más cercano al presidente Leoni y el hombre más poderoso en ese gobierno después del presidente». Fue parte de una reunión donde se acordó condenar a Cuba en la OEA por el desembarco de Machurucuto en 1967.
En el primer gobierno de Carlos Andrés Pérez fue designado gobernador del estado Miranda y luego volvió a su puesto como ministro de Relaciones Interiores.